# Zakariya Souleymane
Zakariya Souleymane (Lyon, 29 de diciembre de 1994) es un futbolista francés, nacionalizado nigerino, que juega en la demarcación de defensa para el Bourg-en-Bresse 01 del Championnat National.

## Selección nacional
El 22 de mayo de 2014 hizo su debut con la selección de fútbol de Níger en un encuentro amistoso contra Ucrania que finalizó con un resultado de 2-1 a favor del combinado ucraniano tras un gol de Taras Stepanenko y otro del propio Ordets para Ucrania, y de Oumarou Balé para Níger.

## Clubes
| Club                            | País    | Año       | Partidos | Goles |
| ------------------------------- | ------- | --------- | -------- | ----- |
| Thonon Évian Grand Genève FC II | Francia | 2013-2015 | 17       | 0     |
| Ambérieu FC                     | Francia | 2015-2017 |          |       |
| AS Saint-Priest                 | Francia | 2014-2019 | 25       | 1     |
| FC Lorient II                   | Francia | 2019-2022 | 21       | 1     |
| Lyon La Duchère II              | Francia | 2022-     | 6        | 1     |
| Lyon La Duchère                 | Francia | 2022-2023 | 46       | 2     |
| Bourg-en-Bresse 01              | Francia | 2023-     | 32       | 0     |